# Eupithecia zengoensis
Eupithecia zengoensis är en fjärilsart som beskrevs av Fasekas 1979. Eupithecia zengoensis ingår i släktet Eupithecia och familjen mätare. Inga underarter finns listade i Catalogue of Life.